# Csiszár Ágnes (pilóta)
Csiszár Ágnes (1939 – 1991. október 6.) magyar vitorlázórepülő pilóta, sportoló, oktató.

## Életpálya
1955-ben Sáriban repült egyedül. 1967-től a válogatott keret tagja. A Metrimpex Külkereskedelmi Vállalat deviza ügyintézője. 1975-ig 42 távot és 750 órát repült. Kettő országos csúcsot állított fel, amit még az nap megdöntöttek.

## Sportegyesületei
- Csepeli Repülő Klub

## Sporteredmények
- 1958-ban a legfiatalabb ezüstkoszorús vitorlázórepülő,
- 1967-ben Sáriban a Budapesti verseny győztese,
- 1968-ban megrepülte az aranykoszorús minősítést, a 300 kilométeres távot,
- 1971-ben 85 perces repüléssel, a100 kilométeres háromszögpályán 73,5 kilométer/órás országos rekordot javított. Az előző rekordot Bolla Mária tartotta 95 perces, 64 kilométer/órás rekorddal. A rekordot Fóka vitorlázó repülőgéppel Farkashegy–Szár–Agárd–Farkashegy útvonalon teljesítette.

### Magyar bajnokság
- 1972-ben az országos bajnokság győztese,

## Külső hivatkozások
- Csiszár Ágnes. aeronews.hu. [2012. május 12-i dátummal az eredetiből archiválva]. (Hozzáférés: 2012. január 14.)